# Serbia na Letnich Igrzyskach Olimpijskich Młodzieży 2010
Serbię na Letnich Igrzyskach Olimpijskich Młodzieży 2010 w Singapurze reprezentowało 32 sportowców w 8 dyscyplinach.

## Skład kadry

### Judo
- Mateja Glušac
- Una Tuba

### Kolarstwo
- Jovana Crnogorac
- Lazar Jovanović
- Filip Pavlović
- Aleksa Veličković

### Koszykówka
- Saša Avramović, Nemanja Bezbradica, Stefan Popovski-Taranjanin, Marko Radonjić – turniej chłopców

### Lekkoatletyka
- Katarina Ilić
- Sandra Raičković

### Pływanie
- Marija Joksimović
- Katarina Simonović
- Stefan Šorak
- Valimir Stjepanović

### Siatkówka
- Aleksa Brđović, Aleksandar Filipović, Ivan Glavinić, Raško Jovanović, Milan Katić, Boris Martinović, Dimitrije Pantić, Čedomir Stanković, Filip Stoilović, Stefan Vladisavljev, Siniša Žarković, Nikola Živanović – turniej chłopców

### Taekwondo
- Doroteja Erić

### Wioślarstwo
- Jovana Arsić
- Vuk Matović
- Nikola Simović